# Feministisk filosofi
Feministisk filosofi er en gren af fagfilosofien, der undersøger spørgsmål om køn, ligestilling, magtforhold og sociale retfærdighed fra et feministisk perspektiv. Det stræber efter at udfordre og omdefinere traditionelle filosofiske begreber og teorier, der historisk set har været præget af en mandsdomineret tilgang. Feministisk filosofi opstod som en reaktion på kvindelige intellektuelles erkendelse af, at traditionel filosofi ofte havde overset eller marginaliseret kvinders perspektiver. Feministisk filosofi begyndte at udvikle sig som en identificerbar og systematisk gren af filosofien i midten af det 20. århundrede.
Der er flere tilgange og retninger inden for feministisk filosofi, og forskellige filosoffer har forskellige synspunkter. Samlet set stræber feministisk filosofi dog efter at udfordre normer, skabe opmærksomhed omkring undertrykkelse og arbejde hen imod mere inkluderende og ligestillede samfund.

## Retninger
Den eksistentielle feminisme er en del af den eksistentielle filosofi. Den blev grundlagt af den franske filosof Simone de Beauvoir. Hun udgav bogen ‘Det andet køn’, der handler om kvindens eksistens i en mandsdomineret verden. Simone de Beauvoir lagde vægt på, at eksistens går forud for essens, og kvindens eksistens er derfor ikke bestemt på forhånd af hendes køn som en essens. Derfor kan hun også sige, at man ikke bliver født som kvinde men bliver gjort til kvinde gennem opdragelse og kultur. Den eksistentielle feminisme findes ikke kun inden for filosofi men også inden for litteratur hos forfattere som Kate Chopin, Doris Lessing, Joan Didion, Margaret Atwood, og Margaret Drabble.
Den spirituelle feminisme opstod i 1970'erne og omfatter filosofiske perspektiver på kvinders spiritualitet og forestillinger om, at feminisme og kvindefrigørelse må være spirituel. Gudindebevægelsen var fra og med 1970’erne med Marija Gimbutas og andre en vigtig del af den tidlige spirituelle feminisme. Vicki Noble er en vigtig nulevende åndelig lærer og filosof. Anden spirituel feminisme, som hos den canadiske filosof Grace Marion Jantzen, har især været optaget af mysticisme. Hun var især interesseret i de kvindelige mystikere, der var blevet overset i kristendommens idehistorie.
Den buddhistiske feminisme søger at forstå og fremme ligestilling på et buddhistisk grundlag. Noget af den buddhistiske feminisme mener, at buddhismen oprindeligt var en filosofi, der var baseret på ideer om ligestilling mellem mænd og kvinder. Buddhismen kan både betragtes som en ikke-teistisk religion og som en spirituel filosofi.
Den islamiske feminisme er en del af den islamiske filosofi, der søger at argumentere for kvinders ligestilling ud fra koranen. En vigtig repræsentant var den marokkanske filosof Fatema Mernissi, som hævdede, at der ikke var noget grundlag for undertrykkelse af kvinder i koranen. Ifølge Margot Badron er det tilsvarende en patriarkalsk kultur blandt mænd og ikke Islam, der er problemet for muslimske kvinder. Efter som vesterlændinge ofte har fordomme om Islam, er de med til at forøge problemerne for muslimske kvinder.
Den kristne feminisme er en teologisk og filosofisk tilgang, der søger kvindelig spiritualitet eller ligestilling ud fra en kristen baggrund. Tilgangen afviser essentialistiske forestillinger om, at biologisk køn bestemmer personlighed. En kendt kristen feministisk filosof var Edith Stein . I 1942 blev hun arresteret og sendt til gaskammeret i Auschwitz. I 1987 blev hun helgenkåret. Desuden kan nævnes bell hooks.
Jødisk feminisme er en filosofi og teologi, der søger at gøre jødiske kvinders religiøse, juridiske og sociale status lig med jødiske mænds i jødedommen.
Marxistisk feminisme en marxistisk filosofi, der ser på, hvordan kvindeundertrykkelse hænger sammen med kapitalisme og privat ejendomsret. Således er kapitalismen årsagen til undertrykkelsen af kvinder. Uligheden mellem kønnene dermed er ikke årsagen til, men en konsekvens af den økonomiske undertrykkelse af kvinderne. Af samme grund er frigørelsen af kvinderne baseret på en afskaffelse af kapitalismen.
Den anarkistiske feminisme opfatter patriarkatet og traditionelle kønsroller som undertrykkende hierarkier, der bør afskaffes. Den anarkistiske feminisme modsætter sig de hierarkiske strukturer i samfundet, der er sexistiske. Disse strukturer skal ikke overtages af kvinder men helt afskaffes. Et vigtigt navn er den amerikanske filosof Emma Goldman, der blev involveret i den amerikansk anarkisme i 1800-tallet. En vigtig nulevende filosof er L. Susan Brown.
Den socialistiske feminisme hævder, at kvinder kun kan opnå ligestilling ved at man ophæver de markedsøkonomiske kilder til deres undertrykkelse. Den socialistiske feminisme hævder, at der er en sammenhæng mellem social ulighed mellem klasserne og uligheden mellem kønnene. Derfor er kampen for kvindernes frigørelse også en klassekamp.
Den liberale feminisme ser på, hvordan kvinder kan opnå og opretholde deres frihed. Mary Wollstonecraft regnes gerne for den første.En vigtig nyere repræsentant er Christina Hoff Sommers, der forsvarer lige rettigheder for mænd og kvinder. Hun kritiserer samtidig den mere radikale feminisme for at være præget af offer-mentalitet og fjendtlighed over for mænd. Den liberale feminisme er blevet kritiseret for kun at afspejle hvide middelklassekvinders interesser.
Den radikale feminisme opfatter samfundet som et mandsdomineret patriarkat, der må fuldstændigt afskaffes. Således skal mænds dominans fjernes i alle områder af samfundet og kulturen. Det samme skal alle kønsforskelle. En vigtig repræsentant er filosoffen Grace Atkinson. Den radikale feminisme er blevet kritiseret for at være af og for hvide middelklassekvinder, og for at have et for simpelt syn på mænd og samfund.
Den separatistiske og lesbiske feminisme er modstander af heteroseksuelle forhold. Tanken er at kvinder skal holde sig adskilt fra mænd, der ikke kan bidrage med noget positivt til kvinders liv. En vigtig repræsentant er filosoffen Marilyn Frye. Hun er kendt for sine teorier om sexisme, racisme, undertrykkelse og seksualitet. Hun lever selv som lesbisk. Hun er blandt andet forfatter til bogen The Politics of Reality: Essays in Feminist Theory. Bogen viser, at kvinder bliver mødt med paradoksale krav, de skal fx både være seksuelt aktive og inaktive.
Som en slags del af den afroamerikanske filosofi, lægger den sorte feminisme vægt på sorte kvinders dobbelte udfordring med køn og race i de amerikanske samfund, Afrika eller den tredje verden. En vigtig repræsentant er Angela Davis, en anden bell hooks. De afroamerikanske feminister vendte sig imod den klassiske feminisme, fordi den var formuleret af og for privilegerede hvide middelklassekvinder og derfor var båret af kapitalismen og racismen.
Analytisk feminisme anvender den analytiske filosofisk logiske begreber og metoder til at undersøge emner som sexisme. Kate Manne diskuterer i bogen Down Girl den grundlæggende ide, at sexisme er et trossystem, og at misogyni nedvurderer kvinder. Den feministiske pragmatisme anvender pragmatismens begreber og metoder som perspektiv på feminismen. Her lægges således vægt på betydningen for feminismen af praktisk aktivitet og levet erfaring. Den postmoderne feminisme er baseret på postmodernismen, der afviser de store fortællinger og universelle sandheder. Målet at destabilisere de patriarkalske normer, der er forankret i samfundet, og som har ført til ulighed mellem kønnene. Den poststrukturalistiske feminisme har sine rødder i fransk filosofi, især hos Michel Foucault. Her opfattes kønnet som en social konstruktion. Vigtige repræsentanter er Luce Irigaray og Judith Butler.
Økofeminismen lægger vægt på naturens og miljøets betydning for kvinders liv. Betegnelsen blev brugt første gang af Françoise d'Eaubonne i hendes essay Le Féminisme ou la Mort. Perspektiver tager udgangspunkt i, at der er en sammenhæng mellemmandssamfundets kvindeundertrykkelse og nutidens økologiske katastrofe. Det kvindelige perspektiv er derimod bedre i overensstemmelse med naturen.

## Områder
Den feministiske filosofi omfatter en række forskellige emner:
Der er et stærkt voksende fokus på kvindelig spiritualitet, og California Institute of Integral Studies har et Ph.d.-program for filosofi og religion på området. Den voksende interesse kan ses i sammenhæng med, at kvinder statistisk set er væsentligt mere interesserede i spiritualitet en mænd. Filosoffen Edith Stein var tidligt interesseret i kvindelig spiritualitet.
Den feministiske etik fremhæver det kvindelige som et modsvar til den traditionelle etiks fokus på mandlige normer. En vigtig tilgang er omsorgsetikken, der betoner omsorgens betydning for det gode. Den findes hos Nel Nodding.
Den feministiske idehistorie omfatter: kønsidehistorie og de historiske ideer om kvinder. Desuden er der historien om de kvindelige filosoffer. Disse forbigås nemlig almindeligvis i den filosofiske kanon. Udgangspunktet er blandt andet, at kvinder er underrepræsenterede i en historisk, strukturel og undervisningsmæssig kontekst, hvilket der må rettes op på.
Feministisk pædagogik er en del af filosofisk pædagogik. Feministisk pædagogik er således til dels pædagogik, der er baseret på anvendelse af feministisk filosofi . I feministisk pædagogik har følelser, identitet og det sociale stor betydning, og der fokuseres på kvinders frigørelse. Meget feministisk pædagogik forsøger således at nedbryde klassiske magtstrukturer i undervisningen.Bell hooks har været særligt vigtig.
Feministisk æstetik er feministiske perspektiver på læren om det skønne. Feministisk religionsfilosofi opstod i 1990'erne med et fokus på kvinders og kønnenes betydning i religion Den feministiske politiske filosofi er en sammensmeltning af politisk filosofi og feministisk filosofi. Der er således tale om feministiske perspektiver på det politiske. Den feministiske Epistemologi handler om måden, køn formodes at påvirke viden og erkendelse.

## Kritik
En række perspektiver forholder sig skeptisk eller kritisk til feminismens udvikling: Postfeminismen er den ide, at den klassiske feminisme ikke længere er nødvendig. Det kan indebære forestillinger om, at der enten er opnået ligestilling, eller at fuld ligestilling er umulig. Anti-feminismen er en retning, der afviser hele eller dele af den moderne feminisme. For eksempel hævder filosoffen Paul Gottfried, at feminismen har fremkaldt en social katastrofe, der har ødelagt hjem og familier.